# Антициганизам
Антициганизам je непријатељство, предрасуда, дискриминација или расизам који је усмерен на Роме (Синте, Иберијскe, Велшкe, Финскe кале и Romanichal). Неромске путничке групе у Европи често су мешане са Ромима. Осећања која су првобитно била усмерена према ромском народу усмерена су и на друге путничке групе.
Европски парламент и Европска комисија, као и широк пресек цивилног друштва, усвајају термин антициганизам.

## Етимологија
Корен Zigan потиче од израза Cingane које вероватно потиче од грчке речи Athinganoi, имена хришћанске секте са којом су се Роми повезали током средњег века. Према Мартину Холеру, енглески израз антициганизам потиче од средине 1980-их, позајмљен од немачког Antiziganismus.

## Еколошке борбе
Еколошка питања која су проузрокована хладним ратом, ером индустријског развоја, несразмерно су утицала на Роме, посебно на оне који живе у источној Европи. Традиционални номадски начин живота Рома најчешће их насељава на периферије градова, где су погодности, запослење и могућности образовања често неприступачни.
Панелне зграде у близини Моста, изграђене су 1970-их за купце са високим приходима, власти су увеле модел плана, којим су Роми пресељени у ове зграде, из сиромашнијих подручја. Међутим, са порастом броја Рома који се досељавају, чешки клијенти су се постепено исељавали, на крају напуштајући округ у којем су велика већина становника били Роми. Анкета из 2007. године означила је округ као најгоре место Устечког краја. На крају су зграде лишене драгоценог материјала и срушене. За уклањање материјала криви су Роми који су последњи пут настанили зграду. Упркос укупном дугу за закуп који прелази 3,5 милиона евра, сви станари у преосталим зградама и даље имају воду и струју, за разлику од ситуације у многим другим европским земљама.
Када су новоизграђени 1980-их, неки станови у овом насељу додељени су Ромима који су се преселили са локација погођених сиромаштвом у настојању владе да интегрише ромску популацију. Остали станови додељени су породицама војног и полицијског особља. Међутим, војне и полицијске породице су се постепено исељавале из пребивалишта и услови живота ромске популације су се погоршавали. Стално неплаћање рачуна довело је до прекида водоснабдевања и на крају је створен план за ванредне ситуације који ће обезбедити текућу воду два сата дневно како би се ублажио проблем плаћања рачуна. Неким од ових зграда одузет је материјал и на крају су срушене; поново су Рома идентификовани као кривци за крађу материјала.
Разне законске сметње њиховом традиционалном номадском начину живота приморале су многе путујуће Роме да се преселе у небезбедна подручја, као што су бивша индустријска подручја, бивше депоније или друга отпадна подручја где су загађивачи утицали на реке, потоке или подземне воде. Сходно томе, Роми често нису у могућности да приступе чистој води или санитарним чворовима, што Роме чини подложне разним болестима. Од револуције 1989. и приватизације бивших државних компанија за снабдевање водом у многим областима централне и источне Европе, пружање текуће воде илегалним зградама у којима су често Роми постало је посебно осетљиво питање, јер је нова међународна компанија за снабдевање водом не вољна да склапа уговоре са ромском популацијом што је довело до честих болести које се преносе водом, попут дијареје и дизентерије, и готово стална одлика су свакодневног живота, посебно за децу.
Према студији коју је спровео програм Организације уједињених нација за развој, проценат Рома који имају приступ текућој води и канализацији у Румунији и Чешкој је знатно испод националног просека у тим земљама. Низак квалитет стандарда становања изазива шугу, микозе и аскаријазу, респираторне здравствене проблеме, хепатитис и туберкулозу.
Поред тога, стално насељавање Рома у резиденцијалним насељима често изазива антициганизам код осталих.